# Hjortstamia medica
Hjortstamia medica är en svampart som först beskrevs av Curr., och fick sitt nu gällande namn av Hjortstam & Ryvarden 2005. Hjortstamia medica ingår i släktet Hjortstamia och familjen Phanerochaetaceae.   Inga underarter finns listade i Catalogue of Life.